# Oswald Skippings
Oswald O'Neil Skippings (né en 1953 à Grand Turk est un homme politique des Îles Turques-et-Caïques, Ministre en chef de son pays en 1980, puis de 1988 à 1991.

## Biographie
Oswald O’Neil Skippings est né en 1953 sur l’île de Grand Turk. Il étudie au Mico Teachers' College (en) de Kingston (Jamaïque) et exerce pendant plusieurs années comme enseignant. En 1976, il est élu député au Conseil législatif des îles Turques-et-Caïques comme représentant de Grand Turk, avec la victoire du Mouvement démocratique populaire (îles Turques-et-Caïques), il entre au gouvernement dirigé par James Alexander George Smith McCartney avec les porte-feuilles de la Santé et de l'Éducation.
Après la mort accidentelle de Jags McCartney, il devient le second Ministre en Chef des Îles Turques-et-Caïques et poursuit sa politique. Il perd cependant les élections législatives de 1980 (en) tout en étant réélu comme député et devient alors le Leader de l'Opposition.
Lors des élections du 3 mars 1988 (en), Skippings mène le PDM à la victoire en remportant 11 des 13 sièges. Il devient ministre en chef pour la deuxième fois et assume la responsabilité du portefeuille du Tourisme, des Communications et des Transports. Bien que le PDM perde les élections de 1991 (en), Oswald Skipping est réélu comme député, c'est cependant Derek Hugh Taylor qui devient le nouveau chef du PDM et le Leader of the Opposition.
En juillet 2012, Skipping est réélu comme chef du PDM, mais il n'est pas réélu lors des élections de novembre 2012 (en) et abandonne son poste de leader du PDM.